# العلاقات البوتانية اللاوسية
العلاقات البوتانية اللاوسية هي العلاقات الثنائية التي تجمع بين بوتان ولاوس.

## مقارنة بين البلدين
هذه مقارنة عامة ومرجعية للدولتين:
| وجه المقارنة                                              | بوتان          | لاوس        |
| --------------------------------------------------------- | -------------- | ----------- |
| المساحة (كم2)                                             | 38.39 ألف      | 236.80 ألف  |
| عدد السكان (نسمة)                                         | 807.61 ألف     | 6.86 مليون  |
| الكثافة السكانية (ن./كم²)                                 | 21.04          | 28.97       |
| العاصمة                                                   | تيمفو          | فيينتيان    |
| اللغة الرسمية                                             | لغة دزونكا     | اللغة اللاو |
| العملة                                                    | نغولترم بوتاني | كيب لاوي    |
| الناتج المحلي الإجمالي (بليون دولار)                      | 2.51 مليار     | 16.85 مليار |
| الناتج المحلي الإجمالي (تعادل القوة الشرائية) بليون دولار | 6.49 مليار     | 38.71 مليار |
| الناتج المحلي الإجمالي الاسمي للفرد دولار أمريكي          | 2.66 ألف       | 1.82 ألف    |
| الناتج المحلي الإجمالي للفرد دولار أمريكي                 | 7.82 ألف       |             |
| مؤشر التنمية البشرية                                      | 0.605          | 0.575       |
| رمز المكالمات الدولي                                      | +975           | +856        |
| رمز الإنترنت                                              | .bt            | .la         |
| المنطقة الزمنية                                           | ت ع م+06:00    | ت ع م+07:00 |

## منظمات دولية مشتركة
يشترك البلدان في عضوية مجموعة من المنظمات الدولية، منها:
| علم المنظمة | اسم المنظمة                        | تاريخ انضمام بوتان | تاريخ انضمام لاوس |
| ----------- | ---------------------------------- | ------------------ | ----------------- |
|             | بنك التنمية الآسيوي                | 1982               | 1966              |
|             | مؤسسة التنمية الدولية              | 28 سبتمبر 1981     | 28 أكتوبر 1963    |
|             | يونسكو                             | 13 أبريل 1982      | 9 يوليو 1951      |
|             | وكالة ضمان الاستثمار متعدد الأطراف | 21 أكتوبر 2014     | 5 أبريل 2000      |
|             | الأمم المتحدة                      | 21 سبتمبر 1971     | 14 ديسمبر 1955    |
|             | البنك الدولي للإنشاء والتعمير      | 28 سبتمبر 1981     | 5 يوليو 1961      |
|             | منظمة حظر الأسلحة الكيميائية       | ?                  | ?                 |
|             | مؤسسة التمويل الدولية              | 1 ديسمبر 2003      | 29 يناير 1992     |
|             | منظمة الشرطة الجنائية الدولية      | ?                  | ?                 |

## وصلات خارجية
- موقع وزارة الخارجية البوتانية
- موقع وزارة الخارجية اللاوسية